# Kapitalkostnad
Kapitalkostnad utgörs av kostnaden för förfogande och förbrukning av en kapitalresurs. Kostnaden för förfogande består typiskt sett av finansieringskostnader, medan kostnaden för förbrukning uppstår när en anläggningstillgång minskar i värde till följd av förslitning. 
I företagsekonomiska sammanhang handlar kostnaden för förfogande huvudsakligen om två olika finansieringskällor, lån och aktier. För lånekapital består kapitalkostnaden vanligen av lånekostnader (räntor, avgifter m.m.) och amorteringar. För aktiekapital och eget kapital består den av en uppskattning av marknadens avkastningskrav eller ett kalkylmässigt avkastningsmål. 
Kapitalkostnad kan även avse bokföringsmässiga avskrivningar, som antingen kan vara periodisering över tid av en ofta schabloniserad värdeminskning för en kapitalresurs, eller förändringen i en kapitalresurs kalkylmässiga eller observerbara marknadsvärde. Avskrivningars syfte är att i resultaträkningen spegla förbrukningen av en kapitalresurs.  
Notera att kapital är ett betydligt vidare begrepp än pengar, som exempelvis i kapitalvaror och kapitalbindning.